# کلنووا (ناحیه کلاتووی)
کلنووا (به چکی: Klenová) یک منطقهٔ مسکونی در جمهوری چک است که در ناحیه کلاتووی واقع شده‌است. کلنووا ۴٫۲۱ کیلومتر مربع مساحت و ۱۲۳ نفر جمعیت دارد و ۴۸۵ متر بالاتر از سطح دریا واقع شده‌است.